# Moki Cherry
Moki Cherry (*  8. Februar 1943 in Koler als Monika Marianne Karlsson; † 29. August 2009 in Tågarp) war eine schwedische bildende Künstlerin und Designerin, die auch interdisziplinär wirkte und in den frühen 1970er Jahren bei Konzerten mit ihrem zweiten Mann Don Cherry auftrat. 

## Leben und Wirken
Cherry wuchs in Norrbotten auf, wo ihr Vater bei der Bahn und ihre Mutter bei der Post arbeitete. 1962 zog sie nach Stockholm, um bis 1966 am Beckmans College Modedesign und Zeichnen zu studieren. 1963 lernte sie Cherry in Stockholm kennen, wo er auf Tournee mit Sonny Rollins war. Gemeinsam mit ihm als ihrem Partner arbeitete sie ab 1966 an Projekten wie dem Organic Music Theatre, für das sie nicht nur das textile Bühnenbild schuf, sondern dessen Teil sie zudem als Musikerin (auf der Tanpura) war. 
Mehr als 20 Jahre lange lebte Cherry mit ihrem Mann und den Kindern Neneh und Eagle Eye Cherry zwischen Schweden und New York. 1970 kaufte das Paar ein ehemaliges Schulhaus in Tågarp in Schonen, das zum Ausgangspunkt für ihr weiteres Arbeiten wurde und wo sie ihre Kinder aufzogen. Zudem diente es als kreatives und pädagogisches Zentrum für Musiker und andere Künstler sowie Freunde. Mit den Kindern aus der Nachbarschaft führten Anita Roney und sie dort zwischen 1978 und 1985 Musiktheater auf.
1971 war Cherry gemeinsam mit ihrem Mann und den Kindern Teil der Gruppenausstellung „Utopien und Visionen 1871–1981“ des Moderna Museet in Stockholm. Zu der Ausstellung gehörte eine große Kuppel, die von dem Architekten Bengt Carling entworfen und von Moki Cherry mit einer gemalten Lotusblume auf dem Boden und Stoffapplikationen ausgeschmückt wurde. Dort traten sie mit Musikern wie Tommy Koverhult, Maffy Falay und Nana Vasconcelos auf und bezogen auch das Publikum ein.
Cherry war zunächst als Textilkünstlerin tätig. In den 1970er Jahren schuf sie auch mehrere Illustrationen für die Plattencover ihres Mannes, entwarf verspielte und farbenfrohe Bühnenbilder aus Textilien, produzierte Plakate und fertigte Bühnenkostüme. Später schuf sie vor allem Seidenapplikationen sowie Foto- und Bildcollagen und fertigte auch Holzskulpturen und Keramiken an. In den letzten Lebensjahren fokussierte sie sich auch auf die Malerei. Ihre Quellen waren funktionale Materialien und traditionelles Kunsthandwerk. Sie beschäftigte sich mit Themen wie Ökologie, subsistentem Wirtschaften, Care und häuslicher Umgebung sowie spirituellem Bewusstsein und betrachtete ihre Kunst als eine ganzheitliche Lebensweise, die sie mit dem Motto „Zuhause als Bühne, Bühne als Zuhause“ beschrieb. Ihr interdisziplinärer Ansatz erreichte das Publikum durch Aufführungen, Workshops, Schulen, Galerien und das Zentrum in Tågarp. Sie stellte ihre Werke über vier Jahrzehnte lang in Einzel- und Gruppenausstellungen aus und lebte bis zu ihrem Tod im Jahr 2009 in Schweden und New York.
Dennoch war Cherrys Wirken und Werk während ihres Lebens einem breiteren Publikum verhältnismäßig unbekannt. In den letzten Jahren wurde es systematisch erschlossen und in mehreren großen Ausstellungen international präsentiert, zuletzt 2023/24 in einer großen Retrospektive im Moderna Museet Malmö.

## Einzelausstellungen
- 1973: Galleri 1, Stockholm
- 1979: LAX 814 gallery, Los Angeles
- 1981: Sydkrafts Konstförening, Malmö
- 1984: Galleri Erichs, Malmö
- 1986: Klippt och Skuret, Kristianstads Länsmuseum
- 1991: Galleri Händer, Stockholm
- 1992: Station Skelderhus Galleri, Ängelholm
- 1992/3: Saint Peter's Church, Manhattan, New York City
- 1997: Lysande Konst, Galleri Ping Pong, Malmö
- 2003: Kulturhuset, Hässleholm
- 2007: Sleight of Hand – Collages by Moki Cherry, Art-O-Mat, Long Island City, New York City
- 2008: Don Cherry Exhibition, Sant'Anna Arresi Jazz Festival, Sardinien
- 2012: Arkitekturmuseet, Moderna Museet, Stockholm
- 2016: Moment – Moki Cherry, Moderna Museet, Stockholm
- 2018: Air de Paris, Paris
- 2019: Ceramics & Collages, Kerry Schuss Gallery, New York City
- 2019: Life & Art in Tågarp[4]
- 2021: Communicate, How? Paintings and Tapestries, 1967–1980: Corbett vs Dempsey, Chicago[3]
- 2022: Galleri Nicolai Wallner, Kopenhagen[3]
- 2022: Argos, Brüssels[3]
- 2023: Moki Cherry: Here & Now, Institute of Contemporary Arts, London[3]
- 2023/24: Moki Cherry: A Journey Eternal, Moderna Museet, Malmö[3]

## Schriften
- New York Notes. CreateSpace Independent Publishing, 2018
- Communicate, How? Paintings and Tapestries, 1967–1980. Corbett vs. Dempsey, 2021